# Swineshead (Bedfordshire)
Pour l’article homonyme, voir Swineshead (Lincolnshire).
Swineshead est une paroisse civile et un village du Bedfordshire, en Angleterre.